# Monsters vs Aliens
Monsters vs. Aliens (titulada: Monstruos contra alienígenas en España y Monstruos vs. Aliens en Hispanoamérica) es una película de animación en 3D de 2009 y dirigida por Rob Letterman y Conrad Vernon. Fue la primera película de dibujos animados de computadora para ser producida directamente en un formato 3D estereoscópico en vez de convertirse en 3-D después de la terminación, que sumó $ 15 millones de dólares para el presupuesto de la película.
La película fue programada para su lanzamiento en mayo de 2009, pero la fecha de lanzamiento se trasladó al 27 de marzo de 2009, para evitar la competencia con Avatar de James Cameron, próxima a estrenarse, que se ha movido de su lanzamiento para diciembre de 2009. Monsters vs. Aliens cuenta con las voces de Reese Witherspoon, Seth Rogen, Hugh Laurie, Will Arnett, Rainn Wilson, Kiefer Sutherland, Stephen Colbert, y Paul Rudd. Fue lanzada en DVD y Blu-Ray el 29 de septiembre de 2009.
El doblaje al español para Hispanoamérica fue hecho en la Ciudad de México por el estudio New Art Dub, bajo la dirección de Alejandro Mayén, traducido y adaptado por Miguel Eduardo Reyes.

## Argumento
Un meteorito radioactivo es enviado hacia la Tierra y aterrizará en Modesto, California. Ese mismo día, la joven Susan Murphy se ha despertado para ver en la televisión a su novio, el reportero Derek Dietl, quien anuncia que se van a casar ese mismo día. Luego de hacer los preparativos con las familias de ambos, Susan habla un ratito con Derek sobre un cambio de planes: no van a ir a París como tenían planeado, sino a Fresno, por motivos de trabajo de Derek. Él se va y en ese mismo momento, el meteorito impacta aplastando a Susan, cuando su madre viene a buscarla. Ya que Susan no sufrió daños mayores, se abren las puertas de la parroquia y entra Susan a casarse con Derek, pero cuando él lo observa, ésta brilla de verde y se convierte en una gigantesca chica de 15 metros. Las Fuerzas Especiales del Ejército de los Estados Unidos, quienes llegaron a la zona minutos antes de la boda, intervienen para capturarla y mantenerla bajo custodia.
Durante unos días, Susan es encerrada en una celda con un póster sobre gatos en el interior de una base secreta de investigación sobre monstruos, liderada por el general Warren R. Monger (quien también le informa que el gobierno cambió su nombre a Genórmica). En el lugar, conoce a tres monstruos que habían permanecido encerrados durante aproximadamente 50 años y sus nombres son B.O.B. (Bicarbonato Ostilizeno Benzoato,una masa viscosa capaz de absorber cualquier cosa y moldear su cuerpo, pero carente de cerebro), el Dr. Cucaracha (un antiguo científico que se convirtió en una cucaracha humanoide tras un experimento fallido) y el Eslabón Perdido (una criatura subacuática de 20.000 años). También conoce a un monstruo gigante de 107 metros, llamado Insectosaurio.
Mientras tanto, en el espacio, un alienígena llamado Gallaxhar se da cuenta de que una sustancia de poder conocida como el Quantonio había caído a la Tierra con un meteorito, perdiendo aquella sustancia, por lo que envía una sonda robot que es encontrado por dos personas que iban a tener una de sus citas más románticas. A la mañana siguiente, con la guardia de las Fuerzas Armadas de los Estados Unidos, el presidente Hathaway de los EE. UU., se aproxima al robot y toca una canción en un sintetizador cercano al robot, lo que al principio parece calmarlo, pero luego destruye el piano, comienza a levantarse y se dirige a la ciudad, atacando a la zona. Al no encontrar una solución y negarse a utilizar armas nucleares, Monger le presenta al presidente sus monstruos capturados y le propone utilizarlos para combatir al robot. De esa manera, Monger les da a los monstruos la noticia de que van a poder salir de la base y su misión de acabar con el robot.
El robot se dirige a la ciudad de San Francisco, donde los monstruos reciben al robot. B.O.B. se muestra provocando ante el robot y este le aplasta con sus piernas, mientras el Dr. Cucaracha falla al cambiar los sistemas del robot, Insectosaurio es hipnotizado y el Eslabón Perdido no tiene fuerzas tras haber sido dejado inconsciente por el campo de fuerza del robot. Genórmica, sin ayuda, se las ingenia para destruir la sonda robot de Gallaxhar en el puente Golden Gate, lo que consigue con éxito (destruyendo también el puente). Gallaxhar descubre el fracaso de su ataque, que el Quantonio del meteorito radioactivo había activado, y descubre que Genórmica ha adquirido esa sustancia al ser impactada por el meteorito, por lo que él mismo decide atacar la Tierra, secuestrarla y extraerle el quantonio.
Genórmica regresa a casa y les presenta a sus padres los otros monstruos, quienes terminan haciendo una especie de fiesta en su casa. Esa misma noche va a buscar a Derek y le propone seguir con su relación, pero él la rechaza, afirmando que no tiene interés en pasar tiempo a la sombra de un ser muy diferente. Genórmica se retira entristecida y se encuentra con los otros monstruos y ellos le hacen ver que lo que ha logrado vale mucho más para ella, lo que la motiva a seguir adelante pese al gran cambio, elogiando a sus nuevos amigos en el proceso. Sin embargo, justo en ese mismo momento, es capturada por Gallaxhar. Insectosaurio intenta salvarla pero es golpeado por una esfera de energía que lo deja moribundo.
En la nave, Genórmica se encuentra con Gallaxhar, quien le explica sobre el por qué el Quantonio vale tanto para él y la historia de su penoso pasado, en el que narra sus problemas familiares, cómo él mismo destruyó su planeta y sus planes de invadir la Tierra. Gallaxhar le quita el Quantonio a Genórmica lo que la devuelve a su tamaño normal, sin embargo, ella batalla contra él para evitar la invasión. Mientras tanto, con ayuda de Monger, los otros tres monstruos van a la nave para rescatar a Genórmica y se hacen pasar por secuaces de Gallaxhar para no ser descubiertos, e inicialmente parece que su plan tiene éxito ya que logran rescatar a Genórmica del clon que la iba a ejecutar, pero por una pifia del Dr. Cucaracha los descubren y los clones de Gallaxhar empiezan a pelear contra el grupo, que al principio domina la batalla y mata a bastantes clones, pero estos son demasiados y logran acorralarles en la unidad central de la nave. El Dr. Cucaracha encuentra una forma de provocar la autodestrucción de la nave mediante un baile. Sin embargo, no logran escapar a tiempo y se ve casi definitiva su muerte. Sin embargo, Genórmica logra recuperar el Quantonio, volver a ser enorme y salvar a sus amigos, quienes son rescatados por Monger e Insectosaurio, que se había convertido en una mariposa gigante. La nave finalmente explota con Gallaxhar y los demás aliens dentro de ella.
B.O.B., el Dr. Cucaracha, el Eslabón Perdido y Genórmica vuelan con Monger e Insectosaurio de regreso a Modesto. Genórmica es felicitada por salvar el mundo de la destrucción y es reconocida incluso por el mismo Derek, aunque Susan demuestra haber perdido interés en él. El general Monger les informa de un ataque de seres mutantes en París, por lo que Insectosaurio vuela hacia allá, con los otros cuatro monstruos subidos en él.
Durante las escenas finales, en la sede del gobierno, el presidente felicita a Monger por su cumpleaños número 90, por lo que van a celebrar con un café, sin embargo, el presidente erróneamente presiona el botón de activación de las armas nucleares, por lo que anuncia el plan de reconstrucción del país de 500 años.

## Reparto

### Monstruos
- Reese Witherspoon como Susan Murphy / Genórmica: una joven y hermosa mujer de Modesto, California, que es golpeada por un meteorito radiactivo en el día de su boda, haciéndola mutar y crecer hasta una altura de casi 15 metros. Es dulce, modesta y optimista, desde un principio quiere desesperadamente volver a ser normal, pero se da cuenta de que la amistad es más importante que la apariencia. En España fue doblada por la popular actriz y presentadora Carolina Cerezuela, al igual que en México e Hispanoamérica fue interpretada por la actriz Jacqueline Bracamontes.
- Hugh Laurie como Dr. Cucaracha: un científico loco que, trató de que los humanos tuvieran las mismas capacidades de vida que las cucarachas, terminó teniendo el cuerpo de una. En México e Hispanoamérica fue interpretado por Héctor Lee.
- Seth Rogen como B.O.B. (Bicarbonato Ostelizeno Benzoato): una masa gelatinosa indestructible de azul, le cuesta analizar muchas cosas. Fue el resultado catastrófico de una fábrica de condimentos. En México e Hispanoamérica fue interpretado por Yordi Rosado y en España fue interpretado por Rafa Romero.
- Will Arnett como el Eslabón Perdido: un ser con 20.000 años de antigüedad, con características humanas y acuáticas. Es el que muestra más afecto por Insectosaurio. En México e Hispanoamérica fue interpretado por Kristoff Raczynski.

### Aliens
- Rainn Wilson como Gallaxhar: Es un extraterrestre que anda en busca de una sustancia llamada Quantonio que es la más poderosa del universo. Al darse cuenta de que Susan la absorbió, decide viajar hasta la Tierra para recuperarla. En España fue interpretado por José Luis Gil, mientras que en México e Hispanoamérica fue doblado por Mario Castañeda.
- Amy Poehler como la Computadora de Gallaxhar: una voz suave, que sigue las órdenes de Gallaxhar, aunque con un tono sarcástico. En México e Hispanoamérica fue interpretada por Liliana Barba.

### Humanos
- Kiefer Sutherland como el general Warren. R. Monger: Un líder militar que comanda una instalación de alto secreto donde se guardan los monstruos. Su plan de lucha contra los extraterrestres invasores es sacar a los monstruos de la cárcel. Con esto los monstruos pueden ganar el respeto de la opinión pública. En una escena durante los créditos el general Warren. R. Monger afirma tener 90 años, a pesar de su apariencia juvenil. En México e Hispanoamérica fue interpretado por Octavio Rojas.
- Stephen Colbert como el presidente Hathaway: El impulsivo y bastante tonto Presidente de los Estados Unidos que no quería ser recordado como "El Presidente Que Estaba En Funciones Cuando El Mundo Llegó a su Fin", está de acuerdo con los extranjeros "General Monger Monsters vs Aliens". Él es muy tolerante con el uso de las armas, disparando en repetidas ocasiones y sin sentido hacia la sonda alienígena original. En México y el resto de Hispanoamérica fue interpretado por Gerardo García Barrera.
- Paul Rudd como Derek: Un hombre del tiempo local y exnovio de Susan. Salta a cualquier oportunidad que tiene para impulsar su carrera, lo que origina que el lugar de su trabajo (y él mismo) antes de su relación con Susan (que cancela sus planes de tener una luna de miel romántica en París, para aterrizar un trabajo de presentador en Fresno). En México y el resto de Hispanoamérica fue interpretado por Roberto Molina.
- Renée Zellweger como Katie: Una chica humana típica. Su cita con su novio Cuthbert la cual es interrumpida por el aterrizaje de una sonda robot enviada a la tierra por Gallaxhar. En México e Hispanoamérica fue interpretada por Erica Edwards.

## Producción
Ed Leonard, director de tecnología de Dreamworks Animation, dijo que tomó aproximadamente 45,6 millones horas de informática para hacer Monsters vs. Aliens, ocho veces más que la primera parte de Shrek. Para procesar la secuencia de animación se utilizaron un gran número de estaciones de trabajo Hewlett-Packard xw8600, junto con una grande y poderosa "granja de render" de servidores HP blade ProLiant con más de 9000 núcleos de procesamiento en el servidor. La película exigía 120 terabytes de datos para ser realizada, cabe destacar que la escena de la explosión llegó a requerir 6 TB.
A partir de Monsters vs. Aliens, todos los largometrajes lanzados por Dreamworks Animation se producirán en un 3 estereoscópica formato D, utilizando s Intel 'tecnología InTru3D. IMAX 3D, Real D y 2-D versiones fueron liberados.

## Recepción
Sobre la base de 196 comentarios recogidos por Rotten Tomatoes, Monsters vs. Aliens tiene un índice de aprobación general de los críticos del 73%, con un promedio de 6.4/10. En comparación, en Metacritic, que asigna una calificación normalizada de 100 comentarios de arriba de los principales críticos, la película ha recibido una puntuación media de 56, basado en 33 comentarios.

### Taquilla
En su primer fin de semana de estreno la película llegó al #1, recaudando 59,3 millones dólares en 4104 salas de cine. De ese total, la película recaudó un estimado de $ 5,2 millones en los cines IMAX, convirtiéndose en la tercera más taquillera debut IMAX, detrás de The Dark Knight y Watchmen. A nivel mundial, es la tercera película animada más taquillera de 2009, con una recaudación total de 381.509.870 dólares.

## Premios y nominaciones
| Año  | Premiación                   | Categoría                                                  | Receptor                                                     | Resultado |
| ---- | ---------------------------- | ---------------------------------------------------------- | ------------------------------------------------------------ | --------- |
| 2009 | Premios Annie                | Mejores efectos animados                                   | Scott Cegielski                                              | Nominado  |
| 2009 | Premios Annie                | Mejor storyboard de una película animada                   | Tom Owens                                                    | Ganador   |
| 2009 | Premios Annie                | Mejor voz en una película animada                          | Hugh Laurie (Dr. Cucaracha)                                  | Nominado  |
| 2009 | Premios Saturn               | Mejor película animada                                     | Monsters vs Aliens                                           | Ganadora  |
| 2009 | Sociedad de Efectos Visuales | Mejores personajes animados en una película animada        | Terran Boylan David Buirgess Scott Cegielski David Weatherly | Nominados |
| 2009 | Sociedad de Efectos Visuales | Animación de efectos excepcionales en una película animada | David P. Allen Amaury Aubel Scott Cegielski Alain De Hoe     | Nominados |
| 2009 | Festival de Annecy           | Destacada película animada                                 | Monsters vs Aliens                                           | Ganadora  |
| 2010 | Kid's Choice Awards          | Película animada favorita                                  | Monsters vs Aliens                                           | Nominada  |
| 2010 | Kid's Choice Awards          | Voz favorita de una película animada                       | Seth Rogen (B.O.B.)                                          | Nominado  |
| 2010 | Kid's Choice Awards          | Voz favorita de una película animada                       | Reese Witherspoon (Susan)                                    | Nominada  |

## Lanzamientos
Se estrenó en DVD y Blu-Ray el martes 29 de septiembre, contando con una versión sencilla y una versión especial doble, con un nuevo cortometraje de B.O.B, antes de que llegaran Insectosaurio y Genórmica, además de nuevos adelantos cinematográficos, escenas editadas y otros extras.

### B.O.B.'s Big Break
B.O.B. se lo pasa bomba en España y La Fiesta Explosiva de B.O.B. en Hispanoamérica.
Este cortometraje, que transcurre en el año 1968, cuenta un experimento planeado entre el Doctor Cucaracha y el Eslabón Perdido para poder escapar del ÁREA-52, en el que consiste en fingir hacerle una fiesta sorpresa de cumpleaños a B.O.B, y le regalan un panquecillo alterado, obteniendo como resultado que cualquier persona o monstruo que tocara la superficie de B.O.B, este diría exactamente lo que estaba pensando, y logrando esto, le dijeron al general W.R Monger acerca de esto, bajo una mentira piadosa (consistía en felicitar a B.O.B), y al tocarlo (Monger al abrazar a B.O.B), reveló un código en el que los 3 podían entrar a la sala de aviones, pero Monger se los impedía, fue cuando B.O.B demostró que podía dividirse en pequeñas partículas, y eso impedía que el general los siguiera. Entonces el Doctor y El Eslabón tomaron un avión, y escondieron a B.O.B en un armario del avión, poniendo como pretexto que tenían escondida una piñata. Justo en el momento en que el avión estaba saliendo, B.O.B sale impaciente y animado del armario con un palo preguntando por la piñata, provocando un caos dentro de la cabina del avión y que el artefacto volador se estrellara de nuevo en el ÁREA-52, donde Monger los estaba esperando con una jaula y B.O.B había perdido el poder otorgado por el panquecillo. Y como consecuencia, sí le hicieron una fiesta, aburrida y junto con el Hombre Invisible, a B.O.B.
Se estrenó el martes 29 de septiembre, con la edición especial de la película, contando con una versión 2-D y 3-D. Su preestreno fue el sábado 26 de septiembre en el canal de Nickelodeon, en la versión 2-D.

### Monsters vs. Aliens: Mutant Pumpkins From Outer Space
El miércoles 28 de octubre de 2009, la NBC estrenó el especial de Halloween de la película titulado Monsters Vs. Aliens: Mutant Pumpkins From Outer Space. El mismo día, el 28 de octubre de 2009 a las 22.00, se estrenó en España en Antena 3 con el título Monstruos contra Alienígenas: Calabazas Mutantes del Espacio Exterior. Además, el 17 de octubre, publicaron 5 clips de lo que se trataba el especial, el 14 de noviembre, fue transmitido en la Televisión Australiana, fue estrenado el 31 de octubre en Japón y el 22 de noviembre fue estrenado en México por el Canal 5 del Grupo Televisa.

### Night of the Living Carrots
Night of the Living Carrots (Noche de las zanahorias vivientes) es cortometraje en 3D de Halloween lanzado en 2011 de 13 minutos, basado en Monsters vs. Aliens, y una secuela de Monsters Vs. Aliens: Mutant Pumpkins From Outer Space. Fue dirigida por Robert Porter. La primera parte del corto se estrenó el 13 de octubre de 2011, y la segunda parte cinco días más tarde, por un tiempo limitado, exclusivamente en el servicio de video de Nintendo 3DS. Fue lanzado el 28 de agosto de 2012, en DVD y Blu-ray como parte de Shrek's Thrilling Tales (Dreamworks Spooky Stories).
Tras la suspensión del acantilado al final de calabazas mutantes del espacio exterior, la zanahoria viviente ha generado cientos de zanahorias zombis que una vez que muerden una víctima toman el control de la mente del sujeto. Doctor Cucaracha determina que la única manera de derrotar a las zanahorias y liberar a sus víctimas es que B.O.B. coma todas las zanahorias (específicamente porque BOB no tiene cerebro y por lo tanto es inmune a los poderes de control mental de las zanahorias), B.O.B. finalmente, aunque a regañadientes, lo hace. Al final de la síntesis, B.O.B. se convirtió en una zanahoria zombi gigante.

## Serie de televisión
Jeffrey Katzenberg anunció que Nickelodeon tiene propuesta una serie de animación basada en la película Monsters vs. Aliens. Este podría ser el tercer contrato que hacen con Dreamworks, siendo el primero Los pingüinos de Madagascar y el segundo que es Kung Fu Panda: la leyenda de Po. Su estreno fue el 23 de marzo de 2013, después de los Nickelodeon's 2013 Kid's Choice Awards.